# Чайна-таун (Новый Орлеан)
Чайна-таун (англ. Chinatown) — бывшее поселение китайцев в Новом Орлеане. Было расположено в конце Тулейн-авеню, в квартале 1100, между Элк-Плейс и Саут-Рэмпарт-стрит.

## История

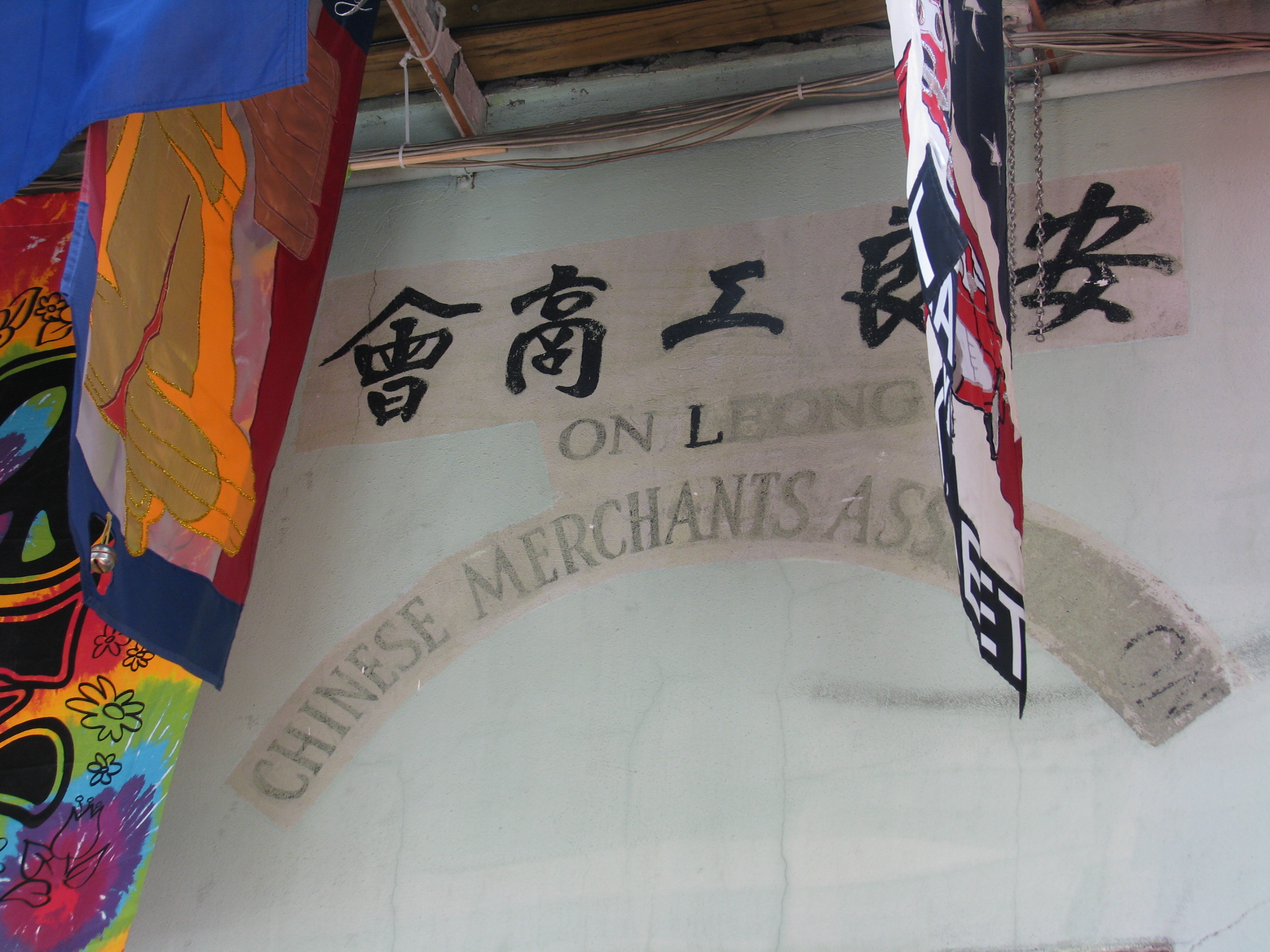
Бывшее здание Ассоциации китайских торговцев Он Леонг на Бурбон-стрит, 530

Первая значительная миграция китайцев в Луизиану произошла во время Реконструкции после Гражданской войны между 1867 и 1871 годами, когда местные плантаторы импортировали сотни кантонских рабочих с Кубы, Калифорнии и непосредственно из Китая в качестве недорогой замены рабского труда. К середине 1870-х годов почти все эти рабочие покинули плантации и мигрировали в города, особенно в Новый Орлеан, в поисках более высокой заработной платы и лучших условий труда. Чернорабочие стали работать на фабриках, на строительстве дамб и железных дорог, рыбаками, продавцами бакалейных товаров и, особенно, в прачечных. На протяжении многих десятилетий китайцы доминировали в индустрии ручной стирки белья в Новом Орлеане, как и в других городах. К первым неквалифицированным рабочим присоединились торговцы из Калифорнии и других штатов, которые поставляли товары и услуги китайцам, импортировали чай и предметы роскоши через порт Нового Орлеана и экспортировали хлопок и сушёных креветок из залива в другие китайские кварталы, сам Китай и другие страны Азии.
К 1880-м годам эти торговцы основали небольшой чайна-таун в квартале 1100 в конце Тулейн-авеню, между Элк-Плейс и Саут-Рэмпарт-стрит. Китайская пресвитерианская миссия Нового Орлеана располагалась в нескольких кварталах к северу от Саут-Либерти-стрит. Несмотря на то, что чайна-таун Нового Орлеана был намного меньше, чем чайна-тауны Западного побережья или промышленных городов Севера, он был одним из крупнейших на Юге: в нём находилось несколько бакалейных лавок, импортно-экспортных компаний, аптек, ресторанов, прачечных и конференц-залов нескольких китайских ассоциаций. Чайна-таун Нового Орлеана просуществовал шесть десятилетий вплоть до Великой депрессии, когда в 1937 году федеральное правительство и Управление промышленно-строительными работами общественного назначения не реконструировали этнические кварталы города. Это была попытка обеспечить экономический рост и привлечь новые инвестиции в центр города, и в это время была построена часть современного медицинского района и Центрального делового района. Сегодня на месте бывшего чайна-тауна на Тулейн-авеню стоит несколько офисных зданий.
Несколько китайских бизнесов присоединились к существующим во Французском квартале, который в то время всё ещё был районом проживания иммигрантов. Они продолжили работу в квартале 500 на Бурбон-стрит, и к 1940-м годам здесь возник второй чайна-таун. Однако он был намного меньше, чем первоначальный чайна-таун на Тулейн-авеню ил постепенно исчез в течение следующих трёх десятилетий. К тому времени молодые и более образованные и состоятельные китайцы американского происхождения покидали прачечную и мигрировали в пригороды, особенно на восточный берег прихода Джефферсон, где сегодня проживает большая часть китайского населения города. Сегодня в собственности китайцев по-прежнему находится только бывшее здание Ассоциации китайских торговцев Он Леонг на Бурбон-стрит, 530 — последняя сохранившаяся достопримечательность чайна-тауна Нового Орлеана.